# Corinne Trang
Corinne Trang est une auteur primée sur le thème des livres de cuisine asiatiques.

## Ouvrages
- Authentic Vietnamese Cooking: Food from a Family Table, 1999  (ISBN 978-0-684-86444-0)
- Essentials of Asian Cuisine: Fundamentals and Favorite Recipes, 2003  (ISBN 978-0-7432-0312-8)
- Curry Cuisine (co-authored with David Thompson, Sri Owen, and Vivek Singh), 2006  (ISBN 978-0-7566-2078-3)
- The Asian Grill: Great Recipes, Bold Flavors, 2006  (ISBN 978-0-8118-4631-8)
- Vietnamese : A Culinary Journey of Discovery, 2007  (ISBN 978-1-4054-9564-6)
- Noodles every day : delicious Asian recipes from Ramen to rice sticks, 2009  (ISBN 978-0-8118-6143-4)
- Asian Flavors Diabetes Cookbook, 2012, Alexandria : American Diabetes Association.  (ISBN 978-1-58040-450-1)